# Gulfotsskölding
Gulfotsskölding (Pluteus romellii) är en svampart som först beskrevs av Max Britzelmayer, och fick sitt nu gällande namn av Lapl. 1894. Gulfotsskölding ingår i släktet Pluteus och familjen Pluteaceae.  Arten är reproducerande i Sverige. Inga underarter finns listade i Catalogue of Life.

## Bildgalleri

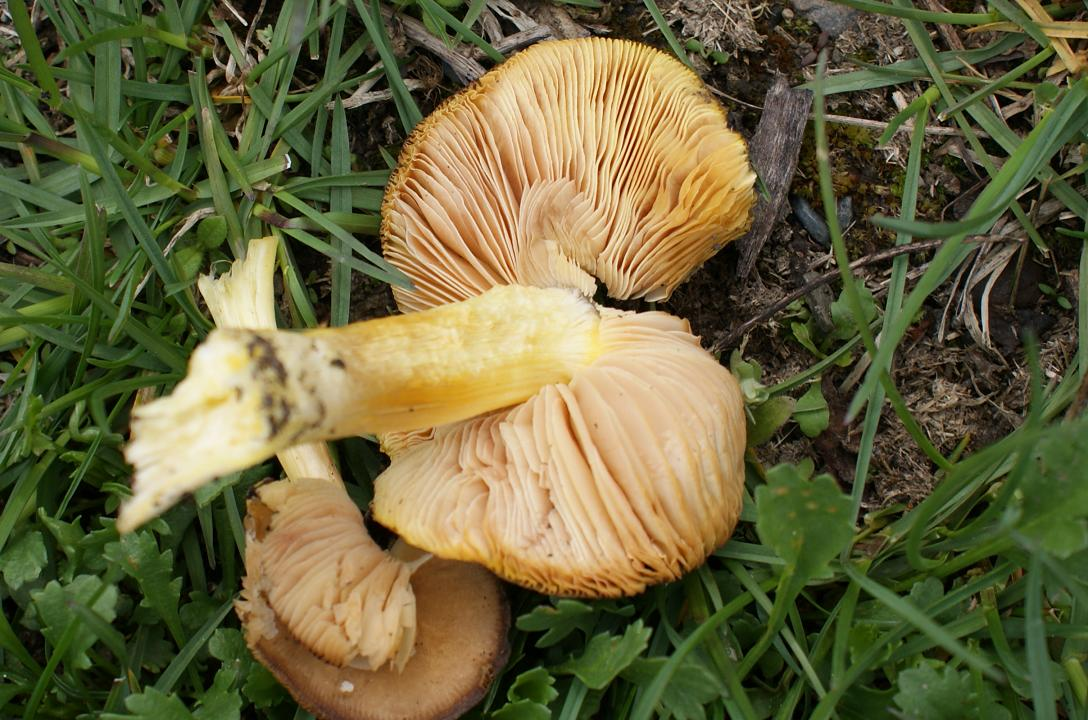